# Rinaldo Talamonti
Rinaldo Talamonti (ur. 25 sierpnia 1947 w San Benedetto del Tronto) – włoski aktor, scenarzysta i producent filmowy i telewizyjny.

## Życiorys
Urodził się w San Benedetto del Tronto we Włoszech, w regionie Marche, w prowincji Ascoli Piceno. We wczesnych latach pomagał ojcu w pubie ‘Złote Grono’ (Grappolo d’oro) w Porto d’Ascoli. W 1964 roku wraz z rodziną przeprowadził się do Bawarii. Pracował jako kelner w Monachium, gdzie został odkryty jako aktor. Jego pierwszą rolą filmową był Harry w produkcji Graf Porno i jego dziewczyny (Graf Porno und seine Mädchen, 1968). Od tego czasu pojawiał się w licznych niemieckich komediach, kryminałach i filmach erotycznych.
Pod koniec lat 70. wraz z żoną Roswithą otworzył restaurację „Buon Gusto” w Monachium. Nadal jednak brał udział w filmach i serialach telewizyjnych, w tym w jednym z odcinków serialu kryminalnego Tatort: Flucht nach Miami (Miejsce zbrodni) – pt. Wilk w owczej skórze (Wolf im Schafspelz, 2002), The broken crown- La corona spezzata (2014) z Horstem Jansonem oraz filmie dokumentalnym Marzenie ojca (Der Traum des Vaters) przedstawiającym historię trzech pokoleń rodziny Talamontiego.
W 2008 roku otrzymał tytuł szlachecki Kawalera.

## Wybrana filmografia

### Filmy fabularne
- 1969: Graf Porno und seine Mädchen jako Harry
- 1969: Eros Center Hamburg jako Riccardo Baldini
- 1969: Graf Porno und die liebesdurstigen Töchter jako Harry Holzt
- 1970: Dr. Fummel und seine Gespielinnen jako Hugo
- 1970: Graf Porno bläst zum Zapfenstreich jako Willibald
- 1971: Love-In (TV) jako Gino Zampatti
- 1972: Schulmädchen-Report 3. jako Tonio
- 1972: Lass jucken Kumpel jako Lucky
- 1972: Schulmädchen-Report 4. jako Enrico
- 1972: Sie liebten sich einen Sommer jako Nino Talamonti
- 1972: Die liebestollen Apothekerstöchter jako Cesare
- 1973: Schulmädchen-Report 5. jako Luigi
- 1973: Sex-Träume-Report jako kelner Tonio
- 1973: Auch Ninotschka zieht ihr Höschen aus jako Piotr Tschechow
- 1973: Schulmädchen-Report 6. jako czyściciel okien
- 1973: Matratzen-Tango jako Ugo Domani
- 1974: Zwei im 7. Himmel jako Marcello Mastorani
- 1974: Schulmädchen-Report 7. jako Carlo Tontonelli
- 1974: Przypadki bawarskie (Alpenglühn im Dirndlrock) jako Roberto Ravioli
- 1978: Łowcy niewolników (Slavers) jako Cabral
- 1978: Love-Hotel in Tirol jako Peppino
- 1994: Podniebna krucjata (The High Crusade) jako przywódca obcych
- 2011: Der falsche Mann jako Fred
- 2014: La corona spezzata jako Don Carmelo

### Seriale TV
- 1975: Derrick jako Emilio / zarządca Lokal Pinocchio
- 1977: Derrick jako Mario
- 1979: Sonne, Wein und harte Nüsse jako Cesare Giuseppe Pancaldi
- 1990-92: Ein Schloß am Wörthersee jako Adriano Celentano
- 2002: Tatort: Flucht nach Miami (Miejsce zbrodni) jako Vittorio
- 2011: Komisarz Rex (Il commissario Rex) jako Cardone